# Фридрих Август фон Анхалт-Цербст
Фридрих Август фон Анхалт-Цербст (на немски: Friedrich August von Anhalt-Zerbst; * 8 август 1734 в Щетин; † 3 март 1793 в Люксембург) от род Аскани е княз на Княжество Анхалт-Цербст от 1747 до смъртта си 1793 г. Той е по-малък брат на императрицата на Русия Екатерина II.
Той е син на Христиан Август фон Анхалт-Цербст (1690–1747) и съпругата му Йохана Елизабет фон Шлезвиг-Холщайн-Готорп (1712–1760), дъщеря на Христиан Август фон Шлезвиг-Холщайн-Готорп.
През 1750 г. той започва императорска-австрийска военна служба. През 1751 г. е майор и започва управлението, което скоро оставя на майка си и започва да пътува до 1752 г.
На 17 ноември 1753 г. Фридрих Август се жени за пръв път в Цербст за Каролина Вилхелмина София фон Хесен-Касел (* 10 май 1732, † 22 май 1759), дъщеря на принц Максимилиян фон Хесен-Касел и съпругата му Фридерика Шарлота фон Хесен-Дармщат. Бракът е бездетен.
На 22 февруари 1758 г. Фридрих II фон Прусия окупира Анхалт и затова Фридрих Август не може да управлява княжеството си. Той управлява в изгнание.
Фридрих Август продава от 1778 до 1783 г. два регимента от 1152 мъже от неговото господство Йевер в Англия, за да участват в Американската война за независимост на страната на Англия. Така той подобрява своята държавна каса. .
.
Фридрих Август се жени на 22 май 1764 г. в дворец Баленщет в Харц за роднината си Фридерика Августа фон Анхалт-Бернбург (* 28 август 1744; † 12 април 1827), дъщеря на княз Виктор II Фридрих фон Анхалт-Бернбург.  От февруари 1765 г. те живеят в Базел. Бракът е бездетен.
През 1789 г. той е императорски-кралски австрийски фелдмаршал-лейтенант. ернаннт. Около 1792 г. той ръководи целия контингент от Анхалт на имперската армия.. Той умира отчужден от родината си, без мъжки наследници през 1793 г. в град Люкеембург и е погребан на 18 март 1793 г. пред новата врата.
Със неговата смърт линията Анхалт-Цербст изчезва по мъжка линия. Господството Йевер е наследено от сестра му София Фредерика Августа, която е като Екатерина II императрица на Русия. Тя поставя неговата вдовица Фридерика Августа фон Анхалт-Бернбург, като руски императорски щатхалтер, която управлява Йевер до 1806 г.
Княжеството е поделено през 1797 г. между Анхалт-Бернбург, Анхалт-Кьотен и Анхалт-Десау.